# جورجيوس سافاس
جورجيوس سافاس (باليونانية: Γεώργιος Σάββας)‏ هو عسكري يوناني، (ولد في سلانيك في اليونان العقد 1880  م).